# Nerea Barros
Pour les articles homonymes, voir Barros.
Nerea Barros, née le 12 mai 1981 à Saint-Jacques-de-Compostelle, dans la province de La Corogne, en Espagne, est une actrice espagnole.

## Filmographie partielle

### Au cinéma
- 2004 : León et Olvido : une jeune fille
- 2014 : La isla mínima d'Alberto Rodríguez : Rocío
- 2020 : N'écoute pas d'Ángel Gómez Hernández

### À la télévision
- 2013 : Le Secret : Eudosia
- 2013 : El tiempo entre costuras : Beatriz Oliveira
- 2018 : Le Goût des marguerites : Ana
- 2022 : La novia gitana

## Récompenses et distinctions
- Prix Goya 2015 : Prix Goya du meilleur espoir féminin pour son rôle dans La isla mínima
- Nommée au Prix Goya du meilleur court métrage documentaire 2023 pour son film Memoria